# Кантри Клаб Хилс (Мисури)
Кантри Клаб Хилс (енгл. Country Club Hills) град је у америчкој савезној држави Мисури.

## Демографија
По попису из 2010. године број становника је 1.274, што је 107 (-7,7%) становника мање него 2000. године.
| Група             | 2000.         | 2010.         |
| Белци             | 230 (16,7%)   | 103 (8,1%)    |
| Афроамериканци    | 1.118 (81,0%) | 1.158 (90,9%) |
| Азијати           | 1 (0,1%)      | 0 (0,0%)      |
| Хиспаноамериканци | 11 (0,8%)     | 2 (0,2%)      |
| Укупно            | 1.381         | 1.274         |